# Tamaulipec Indijanci
Tamaulipec (Maratino), kolektivno ime za poveći broj manjih indijanskih plemena i bandi iz Tamaulipas u Meksiku i susjednih predjela. Tamaulipeci su svrstavani porodici Coahuiltecan, Velika porodica Hokan. 
Meksički Publicaciones del Archivo General de la Nación XV (Reyes, 1944) kao Tamaulipece vodi sljedeća plemena:  Anachiguaies (oko Escandóna), Apostatas (oko Burgosa), Aracanaes (oko Altamire), Borrados (oko Doloresa), Cacalotes (oko Miera), Cadimas (oko Guemesa), Camaleones (oko Santillána), Carrizos (oko Camarga), Comecamotes (oko Soto la Marina), Comecrudo (oko San Fernanda), Cuercos Quemados (oko Reville), Inocoples (oko Hoyosa), Mariguanes (oko Horcasitas), Pitas (oko Santander), Sainoscos (oko Padilla), Serranos (oko Santa Barbare), Sibayones  (oko Aguayo), Sibayones (Río de los Infantes), Tepemacas (oko Laredo). Orozco y Berra (1864) dodaje i: Aretines, Canaynes, Caramariguanes, Caramiguais, Caribayes, Guisolotes, Malinchenos, Panguayes, Pasitas, Pintos (= Pitas?), Quinicuanes, Tagualilos, Tamaulipecos. 